# Pia Lindström
Pia Friedal Lindström (Stoccolma, 20 settembre 1938) è una giornalista svedese.

## Biografia
È la prima figlia dell'attrice Ingrid Bergman e del dottor Aron Petter Lindström. Pia fu colpita duramente dallo scandalo suscitato dalla relazione tra la madre e il regista italiano Roberto Rossellini, che sfociò in una gravidanza fuori del matrimonio e nel trasferimento della Bergman in Italia. Dall'unione e dal successivo matrimonio di Ingrid Bergman con Rossellini sarebbero nati Roberto Ingmar Rossellini, che lavora nel mondo della finanza, la famosa modella e attrice Isabella Rossellini e Isotta Ingrid Rossellini, professore associato alla New York University: Pia avrebbe rincontrato la madre da bambina nel 1951, e i tre fratelli molto in seguito, da giovane donna, nel 1957.
Pia Lindström è stata giornalista e critica d'arte e di teatro per i canali NBC e Channel 4, a New York, è comparsa saltuariamente in trasmissioni televisive e ha recitato alcune parti in film come Matrimonio all'italiana (1964) di Vittorio De Sica e La donna del lago (1965), diretto da Franco Rossellini e da Luigi Bazzoni. Ha ricevuto due Emmy Awards, uno quale giornalista per la copertura mediatica ed uno quale attrice per la performance sullo schermo. Ha inoltre ricevuto l'Associated Press Broadcaster's Award. Sposata con l'avvocato John H. Carley, ha due figli, Justin e Nicholas, nati dal precedente matrimonio con Joseph Daly.